# ساتی‌یوو
ساتی‌یوو (انگلیسی: Satyyevo) یک شهرک در شهرستان میاکینسکی استان باشقیرستان کشور روسیه است.